# Jatidowo
Jatidowo is een bestuurslaag in het regentschap Tulungagung van de provincie Oost-Java, Indonesië. Jatidowo telt 1128 inwoners (volkstelling 2010).